# Język sagala
Język sagala (kisagala, kisagara, sagara, południowy kisagala) – język z rodziny bantu, używany w Tanzanii, w 1971 r. liczba mówiących wynosiła ok. 20 tys.

## Dialekty
- itumba
- kondoa (solwe)
- kweny
- nkwifiya (kwifa, kwiva)